# Гонто-Бирон, Арман де

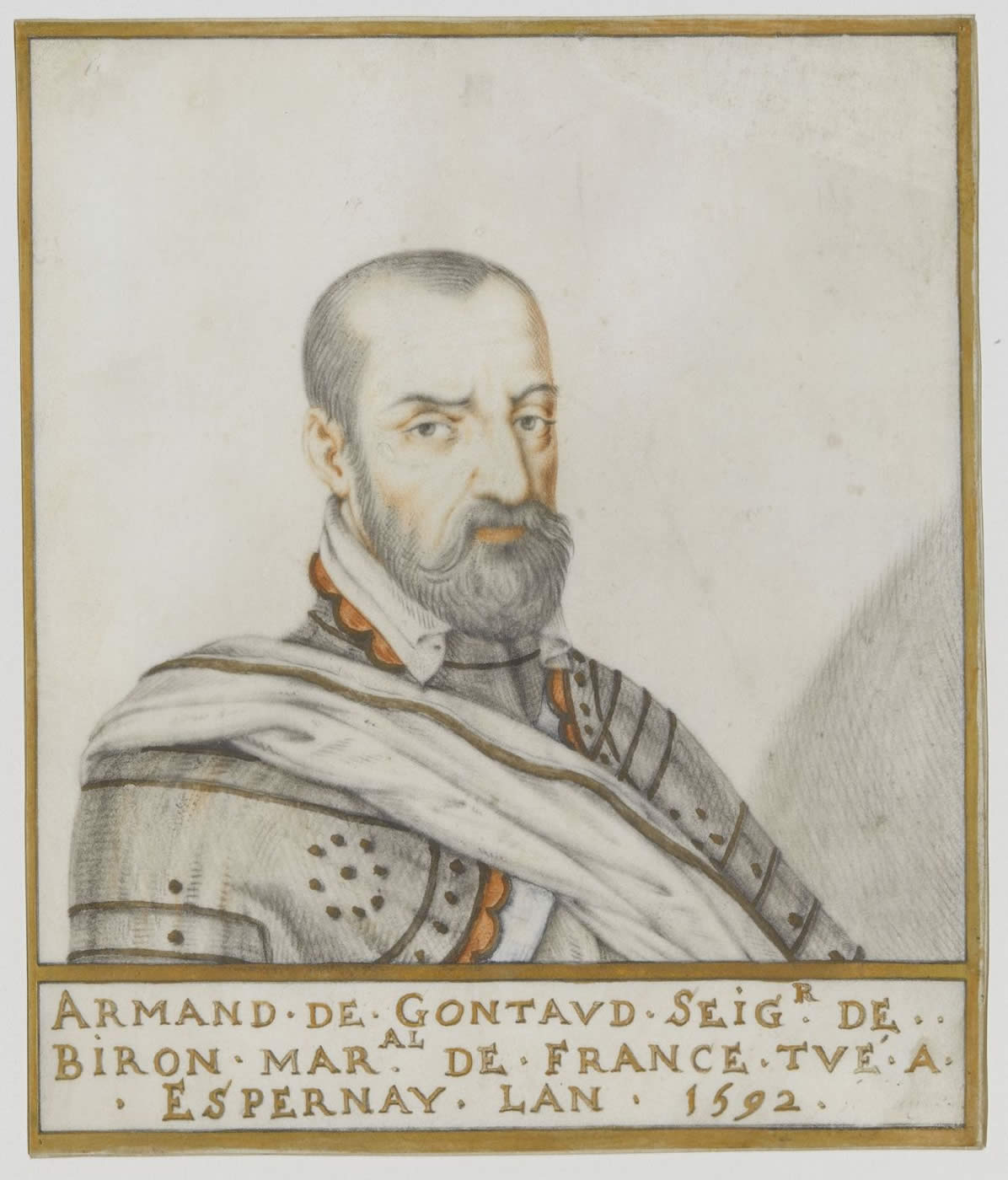
Первый маршал Бирон

Арман де Гонто, барон де Бирон (фр. Armand de Gontaut, baron de Biron; 1524 — 26 июля 1592) — один из ведущих полководцев католической партии в годы Религиозных войн во Франции. Маршал Франции (с 1577 года) и предок ещё трёх маршалов из рода Гонто-Биронов — Шарля (сын), Армана (правнук) и Людовика Антуана (праправнук).

## Начало карьеры
Арман родился в 1524 году в семье военного деятеля и дипломата Жана I де Гонто-Бирона. Начало карьеры Армана совпало не только с тяжелым периодом начала французских религиозных войн, но и с эпохой семейных сложностей в королевской фамилии. Арман начинал придворную карьеру в качестве пажа Маргариты Наваррской. Юный гасконец пользовался расположением Екатерины Медичи и её любимого сына графа Анжуйского, будущего короля Генриха III, однако не нравился Карлу IX, который с недоверием относился к фаворитам своей матери и младшего брата. В пьемонтской кампании под началом маршала де Бриссака был ранен в ногу, за что получил прозвище «хромого командира».
Расцвет карьеры Армана де Гонто начался в 1574 году, после вступления на французский престол Генриха III, и Арман оставался в фаворе несмотря на ужасные приступы гнева и резкие перепады настроения последнего.

## Религиозные войны
Тайно сочувствуя гугенотам, он, тем не менее, воевал против них в рядах католической армии. Отличился в битвах при Дрё (1562), Сен-Дени (1567), Жизнейле (1568), Жарнаке (1569) и Монконтуре (1569), осаде Сен-Жан д’Анжели (1569). В 1569 г. был назначен командующим артиллерией католической армии. Вел переговоры с вождями гугенотов, закончившиеся подписанием перемирий в Лонжюмо (1568) и Сен-Жермене (1570).
Во время Варфоломеевской ночи не принимал участия в резне, а напротив, спас жизнь многим видным протестантам. В последующей войне командовал католиками при осаде Ла-Рошели (1572). В 1577 году Арман де Гонто был произведён в маршалы Франции.

## Смерть Генриха III и смерть за Генриха IV
В ходе французских религиозных войн Арман неоднократно делом доказывал свою лояльность королевской власти и непримиримость с партией протестантов, несмотря на колебание собственных религиозных убеждений из-за того, что в его семье были как протестанты, так и католики. Преданность королю стала причиной присутствия Армана 2 августа 1589 года у изголовья постели умиравшего короля Генриха III, смертельно раненого католическим фанатиком Жаком Клеманом. Арман вошёл в круг свидетелей договорённостей о передаче власти между Генрихом III и Генрихом IV. Одним из первых Арман де Гонто перешёл на сторону нового короля после смерти последнего из Валуа.
Смелость и воинские навыки маршала Бирона позволили завоевать доверие Генриха IV, чьим противником он был в религиозных воинах. Однако, самое заветное желание Армана — получить графство в Перигоре за великие боевые заслуги своих предков — король удовлетворить не смог. До конца своих дней Арман оставался бароном Бирона.
Последние годы жизни Армана прошли рядом с королём Генрихом IV. После сражений с войсками католической лиги у Арка (1589 год) и Иври (1590 год) начались осады Парижа, Руана и Эперне; именно при осаде Эперне и погиб маршал Бирон в 1592 году. Арман сопровождал короля Генриха IV на прогулке перед осаждённым городом и порыв ветра унёс шляпу Генриха IV, известную своим белым плюмажем. Бирон догнал её, но вместо того чтобы вернуть шляпу королю, надел себе на голову. Артиллерия осаждённого Эперне дала залп, приметив королевский белый плюмаж, и этим залпом был убит маршал Бирон. Таким образом, Арман де Бирон вошёл в историю умерев за короля, изображая короля Франции, пусть и недолго.
Кардинал Ришельё был его крестником и получил в честь него своё первое имя.